# Retrouvons notre héros Eddy Mitchell à Bercy
Albums de Eddy Mitchell
Rio Grande
(1993) Big Band au Casino de Paris
(1995)
Retrouvons notre héros Eddy Mitchell à Bercy est le septième album live d'Eddy Mitchell enregistré au Palais omnisports de Paris-Bercy et sorti en 1994 sur le label Polydor.

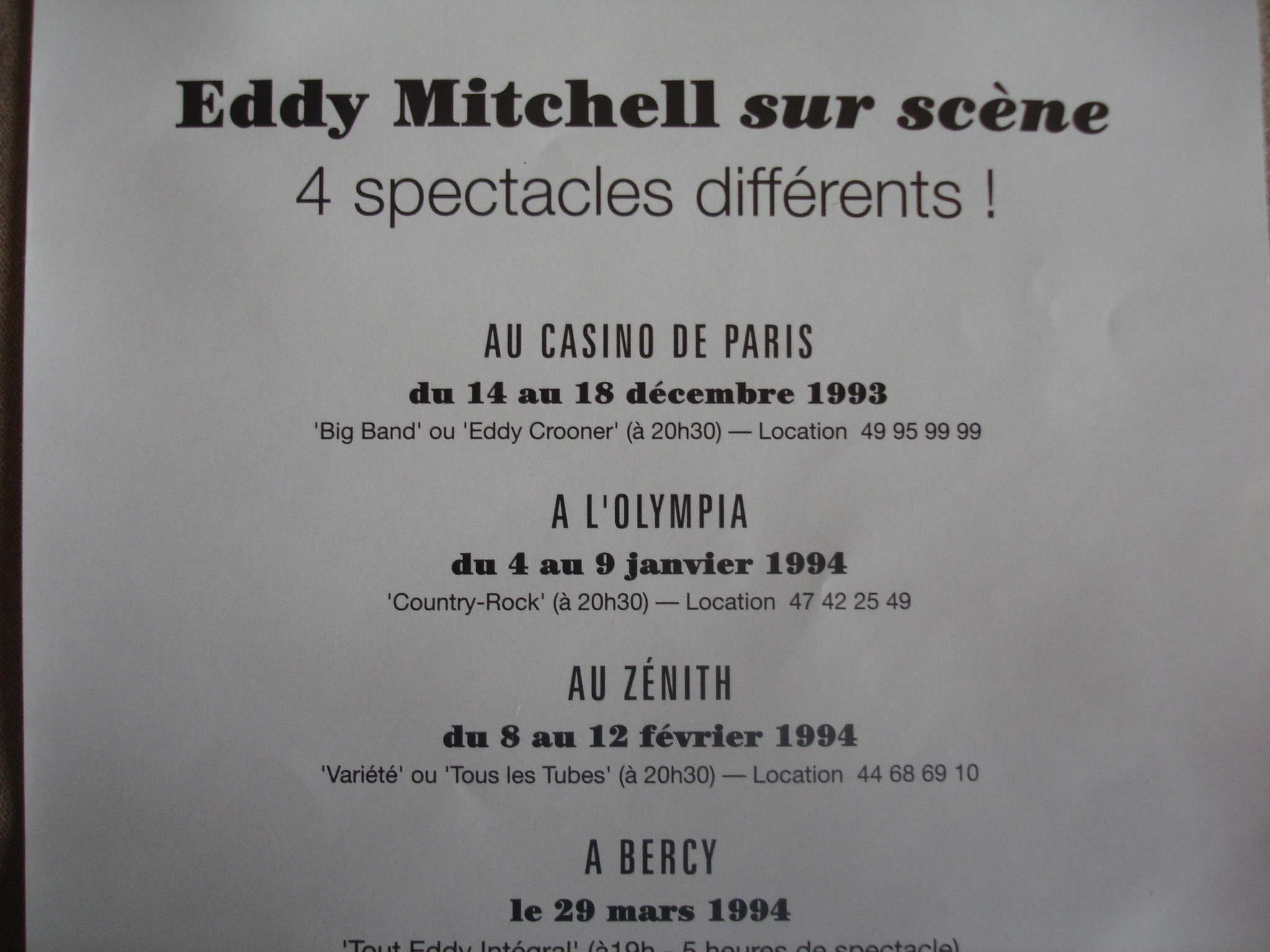
Affiche des concerts

## Histoire
Eddy Mitchell de décembre 1993 à mars 1994, se produit à Paris dans quatre salles différentes : Casino de Paris, Olympia, Zénith et Bercy. À chaque fois, il propose un tour de chant différent. Le concert du 29 mars 1994 à Bercy, compile les trois autres spectacles dans un tour de chant de cinq heures (diffusé quelques jours plus tard sur Canal +), est la quatrième et dernière étape du chanteur.

## Liste des titres
| 1.  | Je fais le singe (Intro)            |  |
| 2.  | Comment t'es devenu riche ?         |  |
| 3.  | Y'a pas d'mal à s'faire du bien     |  |
| 4.  | Fauché                              |  |
| 5.  | Stressé                             |  |
| 6.  | J'ai tous les plans                 |  |
| 7.  | Vieille canaille                    |  |
| 8.  | Que reste-t-il de nos amours ?      |  |
| 9.  | Oldie But Goodie                    |  |
| 10. | Otis                                |  |
| 11. | J'me sens mieux quand j'me sens mal |  |
| 12. | Je fais le singe (Final)            |  |
| 13. | À toi ma poule (Instrumental)       |  |
| 14. | Il ne rentre pas ce soir            |  |
| 15. | Je vais craquer bientôt             |  |
| 16. | Rio Grande                          |  |
| 17. | La Peau d'une autre                 |  |
| 18. | La dernière Séance                  |  |
| 19. | Société anonyme                     |  |
| 20. | Te perdre                           |  |

| 21. | 18 ans demain                                                                     |  |
| 22. | M'man                                                                             |  |
| 23. | Vigile                                                                            |  |
| 24. | Couleur menthe à l'eau                                                            |  |
| 25. | Lèche-bottes Blues                                                                |  |
| 26. | Et la voix d'Elvis                                                                |  |
| 27. | J'vous dérange                                                                    |  |
| 28. | Tu peux préparer le café noir                                                     |  |
| 29. | Medley Chaussettes Noires: Tu parles trop / Daniela / Il revient / Eddie sois bon |  |
| 30. | My Pony, My Rifle and Me                                                          |  |
| 31. | Happy Birthday Rock'n'Roll                                                        |  |
| 32. | Sur la route de Memphis                                                           |  |
| 33. | Bye, bye, Johnny B.Goode                                                          |  |
| 34. | C'est un rocker                                                                   |  |
| 35. | J'avais deux amis                                                                 |  |
| 36. | Pas de boogie woogie                                                              |  |